# Giải quần vợt Đức Mở rộng 2017
Giải quần vợt Đức Mở rộng 2017 (có thể hiểu là 2017 German Tennis Championships) là giải quần vợt nam thi đấu trên sân đất nện đỏ ngoài trời. Nó là lần thứ 111 tổ chức German Open Tennis Championships và là 1 phần của ATP World Tour 500 series thuộc 2017 ATP World Tour. Nó sẽ diễn ra tại Am Rothenbaum ở Hamburg, Đức, ftừ ngày 24 đến 30 tháng 7

## Điểm và tiền thưởng

### Hệ thống điểm thưởng
| Sự kiện | VĐ  | CK  | BK  | TK | 1/16 | 1/32 | Q  | Q2 | Q1 |
| Đơn     | 500 | 300 | 180 | 90 | 45   | 0    | 20 | 10 | 0  |
| Đôi     | 500 | 300 | 180 | 90 | 0    | —    | —  | —  | —  |

### Tiền thưởng
| Sự kiện | VĐ       | CK       | BK      | TK      | 1/16    | 1/32    | Q2     | Q1     |
| Đơn     | €323,145 | €158,420 | €79,715 | €40,540 | €21,055 | €11,105 | €2,460 | €1,250 |
| Đôi     | €97,290  | €47,630  | €23,890 | €12,260 | €6,340  | —       | —      | —      |

## Vận động viên nội dung đơn

### Hạt giống
| Quốc gia | Tay vợt              | Xếp hạng1 | Hạt giống |
| -------- | -------------------- | --------- | --------- |
| ESP      | Albert Ramos Viñolas | 24        | 1         |
| URU      | Pablo Cuevas         | 29        | 2         |
| RUS      | Karen Khachanov      | 33        | 3         |
| FRA      | Gilles Simon         | 36        | 4         |
| FRA      | Benoît Paire         | 37        | 5         |
| ARG      | Diego Schwartzman    | 38        | 6         |
| ESP      | Fernando Verdasco    | 39        | 7         |
| ESP      | David Ferrer         | 46        | 8         |

- 1 Bảng xếp hạng được tính vào ngày 17 tháng 7 năm 2017

### Vận động viên khác
Wild card:
- Daniel Altmaier
- Tommy Haas
- Maximilian Marterer

The following player received entry as a special exempt:
- Andrey Rublev

Vượt qua vòng loại:
- Federico Delbonis
- Damir Džumhur
- Rudolf Molleker
- Cedrik-Marcel Stebe

Thua cuộc may mắn (Lucky Loser):
- José Hernández-Fernández
- Leonardo Mayer

### Rút lui
Trước giải đấu
- Pablo Carreño Busta →replaced by  Andrey Kuznetsov
- Borna Ćorić →replaced by  Nicolás Kicker
- Rogério Dutra Silva →replaced by  José Hernández-Fernández
- Richard Gasquet →replaced by  Dmitry Tursunov
- Martin Kližan →replaced by  Leonardo Mayer
- Yūichi Sugita →replaced by  Rogério Dutra Silva
- Janko Tipsarević →replaced by  Evgeny Donskoy

## Vận động viên nội dung đôi

### Hạt giống
| Quốc gia | Tay vợt          | Quốc gia | Tay vợt          | Xếp hạng1 | Hạt giống |
| -------- | ---------------- | -------- | ---------------- | --------- | --------- |
| CRO      | Ivan Dodig       | CRO      | Mate Pavić       | 25        | 1         |
| URU      | Pablo Cuevas     | ESP      | Marc López       | 60        | 2         |
| CHI      | Julio Peralta    | ARG      | Horacio Zeballos | 72        | 3         |
| POL      | Marcin Matkowski | SRB      | Nenad Zimonjić   | 82        | 4         |

- Bảng xếp hạng được tính vào ngày 29 tháng 5 năm 2017

### Vận động viên khác
Wild card:
- Daniel Altmaier /  Tommy Haas
- Kevin Krawietz /  Tim Pütz

Vượt qua vòng loại:
- Federico Delbonis /  Leonardo Mayer

### Rút lui
Trong giải đấu
- Rogério Dutra Silva
- Fernando Verdasco

## Vô địch

### Đơn
- Leonardo Mayer đánh bại  Florian Mayer 6–4, 4–6, 6–3.

### Đôi
- Ivan Dodig /  Mate Pavić đánh bại  Pablo Cuevas /  Marc López 6–3, 6–4.